# Celina (Tennessee)
Celina es una ciudad ubicada en el condado de Clay en el estado estadounidense de Tennessee. En el Censo de 2010 tenía una población de 1.495 habitantes y una densidad poblacional de 340,14 personas por km².

## Geografía
Celina se encuentra ubicada en las coordenadas 36°32′51″N 85°30′14″O / 36.54750, -85.50389. Según la Oficina del Censo de los Estados Unidos, Celina tiene una superficie total de 4.4 km², de la cual 4.4 km² corresponden a tierra firme y (0%) 0 km² es agua.

## Demografía
Según el censo de 2010, había 1.495 personas residiendo en Celina. La densidad de población era de 340,14 hab./km². De los 1.495 habitantes, Celina estaba compuesto por el 96.25% blancos, el 1.27% eran afroamericanos, el 0.27% eran amerindios, el 0.07% eran asiáticos, el 0% eran isleños del Pacífico, el 1% eran de otras razas y el 1.14% pertenecían a dos o más razas. Del total de la población el 3.14% eran hispanos o latinos de cualquier raza.